# Чемпионат России по дзюдо 2021
Чемпионат России по дзюдо 2021 года прошёл с 23 по 26 сентября в Майкопе.

## Медалисты

### Мужчины
| Категория                   | Золото                               | Серебро                                | Бронза                                                                                |
| --------------------------- | ------------------------------------ | -------------------------------------- | ------------------------------------------------------------------------------------- |
| Наилегчайший вес (до 60 кг) | Рамазан Абдулаев · Иркутская область | Аюб Блиев · Краснодарский край         | Гамзат Заирбеков · Дагестан Альберт Огузов · Ханты-Мансийский автономный округ — Югра |
| Полулёгкий вес (до 66 кг)   | Алим Балкаров · Тюменская область    | Хетаг Басаев · Иркутская область       | Иман Султанов · Дагестан Мулораджаб Халифаев · Свердловская область                   |
| Лёгкий вес (до 73 кг)       | Байсангур Багаев · Чечня             | Феликс Галуаев · Северная Осетия       | Бислан Куиз · Адыгея Евгений Прокопчук · Иркутская область                            |
| Полусредний вес (до 81 кг)  | Абас Азизов · Чечня                  | Турпал Тепкаев · Чечня                 | Станислав Семёнов · Северная Осетия Аслан Лаппинагов · Северная Осетия                |
| Средний вес (до 90 кг)      | Давид Оганисян · Краснодарский край  | Мирзо Шукориев · Свердловская область  | Мансур Лорсанов · Чечня Артур Панаитов · Санкт-Петербург                              |
| Полутяжёлый вес (до 100 кг) | Нияз Билалов · Татарстан             | Максуд Ибрагимов · Саратовская область | Саид Гаджиев · Москва Магомед Магомедов · Дагестан                                    |
| Тяжёлый вес (свыше 100 кг)  | Давид Бабаян · Москва                | Антон Кривобоков · Курганская область  | Валерий Ендовицкий · Краснодарский край Ренат Саидов · Челябинская область            |

### Женщины
| Категория                   | Золото                                        | Серебро                                  | Бронза                                                                           |
| --------------------------- | --------------------------------------------- | ---------------------------------------- | -------------------------------------------------------------------------------- |
| Наилегчайший вес (до 48 кг) | Алина Сергеева · Тюменская область            | Кристина Булгакова · Ставропольский край | Дарья Пичкалёва · Санкт-Петербург Владлена Зерщикова · Санкт-Петербург           |
| Полулёгкий вес (до 52 кг)   | Анастасия Поликарпова · Москва                | Карина Ефимова · Якутия                  | Дарья Грибанова · Московская область Екатерина Долгих · Курская область          |
| Лёгкий вес (до 57 кг)       | Анастасия Конкина · Самарская область         | Елена Юркина · Иркутская область         | Любовь Тимофейчева · Тюменская область Ирина Зуева · Челябинская область         |
| Полусредний вес (до 63 кг)  | Камила Бадурова · Свердловская область        | Екатерина Валькова · Крым                | Айгуль Багаутдинова · Татарстан Валентина Костенко · Санкт-Петербург             |
| Средний вес (до 70 кг)      | Яна Полякова · Свердловская область           | Эльвира Донцова · Пермский край          | Таисия Киреева · Челябинская область Алёна Прокопенко · Свердловская область     |
| Полутяжёлый вес (до 78 кг)  | Дина Гизатулина · Челябинская область         | Антонина Шмелёва · Тверская область      | Александра Гималетдинова · Татарстан Мадина Кайсинова · Северная Осетия          |
| Тяжёлый вес (свыше 78 кг)   | Анна Гущина · Ямало-Ненецкий автономный округ | Мария Иванова · Самарская область        | Дарья Владимирова · Краснодарский край Анжела Гаспарян · Калининградская область |

## Командный зачёт

### По округам
| Мужчины | Женщины | Всего |
| --- | --- | --- |
| 1. Северо-Кавказский федеральный округ; 2. Уральский федеральный округ; 3. Южный федеральный округ; 4. Сибирский федеральный округ; 5. Приволжский федеральный округ; 6. Москва; 7. Санкт-Петербург; 8. Центральный федеральный округ; 9. Северо-Западный федеральный округ; 10. Дальневосточный федеральный округ; | 1. Уральский федеральный округ; 2. Приволжский федеральный округ; 3. Центральный федеральный округ; 4. Санкт-Петербург; 5. Москва; 6. Южный федеральный округ; 7. Сибирский федеральный округ; 8. Северо-Кавказский федеральный округ; 9. Дальневосточный федеральный округ; 10. Северо-Западный федеральный округ; | 1. Уральский федеральный округ; 2. Северо-Кавказский федеральный округ; 3. Приволжский федеральный округ; 4. Южный федеральный округ; 5. Москва; 6. Санкт-Петербург; 7. Сибирский федеральный округ; 8. Центральный федеральный округ; 9. Дальневосточный федеральный округ; 10. Северо-Западный федеральный округ; |

### По регионам
1. Чечня;
2. Краснодарский край;
3. Иркутская область;
4. Свердловская область;
5. Дагестан;
6. Северная Осетия;
7. Тюменская область;
8. Адыгея;
9. Татарстан;
10. Челябинская область;
11. Саратовская область;
12. Ханты-Мансийский автономный округ — Югра;
13. Московская область;
14. Курганская область;
15. Ингушетия;
16. Ленинградская область;
17. Крым;
18. Севастополь;
19. Башкортостан;
20. Ставропольский край;
21. Брянская область;
22. Тульская область;
23. Кемеровская область;
24. Тыва;
25. Хакасия;
26. Оренбургская область;

### По ведомствам
| Мужчины                                                         | Женщины                                                         | Всего                                                           |
| --------------------------------------------------------------- | --------------------------------------------------------------- | --------------------------------------------------------------- |
| 1. Вооружённые Силы; 2. «Динамо»; 3. Юность; 4. Сельский спорт; | 1. Вооружённые Силы; 2. «Динамо»; 3. Сельский спорт; 4. Юность; | 1. Вооружённые Силы; 2. «Динамо»; 3. Юность; 4. Сельский спорт; |